# Рэйвен (DC Comics)
Рэ́йвен (англ. Raven; с англ. — «Ворон - птиц») — вымышленная супергероиня комиксов издательства DC Comics. Созданный Марвом Вольфманом и Джорджем Пересом, персонаж впервые появился в превью-серии комиксов в DC Comics Presents #26 в октябре 1980 года. Рэйвен — эмпат, способная телепортировать своё астральное тело, которое может как участвовать в бою, так и служить «глазами и ушами» героини.

## Силы и способности
Рэйвен способна эмпатически поглощать чужую боль и облегчить страдания, а также ускорять процесс выздоровления. Она способна исцелять себя и других людей, но эта способность имеет свои пределы; так, героиня не способна исцелить смертельные ранения (попытка сделать это едва не стоила ей жизни). Главная способность Рэйвен — проецировать своё астральное тело и управлять им. С его помощью она может проникать в чужой разум, путешествовать в другие измерения, быстро перемещаться на огромные расстояния в форме чёрного Ворона и защищать себя. Без вреда для себя героиня может находиться в астральном теле не более пяти минут.
Рэйвен также неоднократно демонстрировала способность манипулировать энергией Тьмы, временем, энергией и эмоциями. Кроме того, она могущественная волшебница, способная создавать файрболы (упоминается в Teen Titans Annual #4) и взрывы электричества. Её способности к телекинезу и телепатии крайне сильны; вследствие того, что они подпитываются её эмоциями, Рэйвен приходится постоянно держать себя в руках. Если же эмоции прорываются наружу, её сила многократно увеличивается за счёт прилива тёмной энергии.
Как и её братья, Рэйвен может задействовать в любом человеке силу одного из смертных грехов (в её случае это гордыня). Впрочем, после этого ей приходится несколько дней страдать от тошноты.
Рэйвен обладает также некоторыми способностями к ясновидению: в некоторых случаях она может предвидеть близкое будущее.

## Другие версии
- В ограниченной серии The Books of Magic[англ.] #3 можно увидеть альтернативную версию Рэйвен.
- В Titans Tomorrow[англ.] фигурирует версия Рэйвен из будущего по имени Тёмная Рэйвен (англ. Dark Raven).
- Во вселенной Amalgam Comics Рэйвен была объединена с персонажем Marvel Comics по имени Алия Дейспринг.
- В ограниченной серии DC/Wildstorm: DreamWar[англ.] героиня появляется во сне Химеры.
- Рэйвен — одна из главных персонажей удостоившейся премии Айснера серии комиксов Tiny Titans[англ.].
- В серии комиксов Booster Gold суперзлодей Чёрный Жук[англ.] изменяет ход времени таким образом, что появляется альтернативная вселенная, где Юных Титанов никогда не существовало. Вместе с Бустер Голдом, его напарником Скитсом и Рип Хантером[англ.] Рэйвен приходится остановить злодея.
- В альтернативной временной линии Flashpoint Рэйвен — член «Секретной Шестёрки[англ.]». Её убивает Чародейка[англ.], шпионка Амазонок, нанятая уничтожить Шестёрку. Впоследствии Чародейку убивает Супермен.
- В короткой серии комиксов Smallville: Harbringer Рэйвен — девочка, спасённая Затанной и Джоном Константином от ритуала по призыву Сыновей Тригона. Сыновья Тригона так же могущественны, как и их отец и только Рэйвен может их победить. Наиболее известные сводные братья Рэйвен: Джейкоб, Джаред, Джесси, Джек, Джулиос, Джеймс. Эти шесть могущественных братьев вместе с Рэйвен олицетворяют 7 смертных грехов.

## В медиа

### Телевидение

Рэйвен в мультсериалах Юные Титаны и Юные Титаны, Вперёд!

- Рэйвен — одна из главных героинь мультсериала «Юные Титаны». Озвучена Тарой Стронг, как и в большинстве своих появлений на экране и в компьютерных играх.
Данное воплощение героини стало настолько популярным, что в выходивших после мультфильма комиксах с её участием ей старались придать сходство с версией из мультсериала.
- Одна из героинь серии короткометражных мультфильмов New Teen Titans.
- Рэйвен повторно появляется на экранах в мультсериале Юные Титаны, Вперёд!. Внешность героини не претерпела значительных изменений в сравнении с оригинальным мультсериалом. В одной из серий упоминается, что она любит шоу Pretty Pretty Pegasus (пародия на мультсериал «Дружба — это чудо», где Тара Стронг озвучивает персонажа Твайлайт Спаркл).

### Фильмы
- Рэйвен является одним из персонажей мультфильма «Юные Титаны: Происшествие в Токио».
- Является одним из главных персонажей в мультфильме «Лига Справедливости против Юных Титанов».
- Один из персонажей в мультфильме «Юные Титаны: Контракт Иуды».
- Одна из главных героинь сериала «Титаны» (2018), её роль исполнила Тиган Крофт[3].
- Одна из главных героинь в мультфильме "Тёмная Лига Справедливости: война Апокалипсиса" (2020).

### Видеоигры
- Один из играбельных персонажей игр по мультсериалу «Юные Титаны» для Game Boy Advance, PlayStation 2, GameCube и Xbox.
- Рэйвен появляется в MMORPG DC Universe Online. Она была захвачена своим отцом Тригоном в целях захвата Метрополиса и всей Земли.
- Доступна как игровой персонаж в файтинге Injustice: Gods Among Us; также появляется в одноимённом спин-офф-комиксе NetherRealm Studios. В режиме истории после уничтожения Супермена Рэйвен непроизвольно призвала на Землю своего отца Тригона.
- Доступна в качестве загружаемого контента в игре Lego Batman 3: Beyond Gotham.
- Рэйвен присутствует в игре Lego Dimensions и в Lego DC Super Villains.
- Появлялась в качестве экипировки из боевого пропуска в королевской битве Fortnite в 6 сезоне 2 главы.